# ニューハンプシャー州議会元老院
ニューハンプシャー州議会元老院（英語:The New Hampshire Senate）は、アメリカ合衆国ニューハンプシャー州の州議会である、ニューハンプシャー州議会の上院である。下院であるニューハンプシャー州議会代議院と共に、ニューハンプシャー州議会を構成している。上院は1784年以来、会合を開いている。上院は人口を基に定められた選挙区を代表する24人の議員で構成されている。現在、上院では14人の共和党議員と10人の民主党議員が活動している。

## 歴史
1776年憲法の下で、議会は2つの議院、すなわち、現代の州下院と州上院の前身である「議会（House of Assembly）」と「評議会（Council）」に分かれた。評議会は当初、議会によって選出された、12人の議員（ロッキンガム郡から5人、チェシャー郡、ヒルズボロ郡、ストラフォード郡からそれぞれ2人、そしてグラフトン郡から1人）で構成されていた。
1784年には州憲法が全面的に書き換えられ、評議会は一般選挙で選出される上院として再編成された。当初は州議会が定めた複数の選挙区から選出される12名の議員で構成されていたが、 1879年には24名に増員された。
この憲法では、州上院議員の選挙では過半数の票を獲得することが必要とされた。候補者のいずれも過半数の票を獲得できなかった場合は欠員が宣言され、州下院が上位2名の候補者から選出することになっていた。同様に、州議会が開催されている間に欠員が生じた場合は、州下院が残る上位2名の候補者から後任者を選出することになっていた。1889年に憲法が改正され、議会開催中の欠員は特別選挙で補充されることになり、1912年には過半数投票要件が完全に廃止された。
1784年から1912年の間、200以上の州上院議員の欠員補充が州議会の満場一致の議決で決められた。ある年には、州上院議員のほぼ60%がこの方法で選出され、上院の多数派をどちらの政党が占めるかを決定することが多かった。欠員補充のパターンを分析すると、州議会は、候補者の政党所属に基づいて欠員を補充する可能性が圧倒的に高いことがわかる。議会中の欠員が補充された場合、州議会は、少数派の政党に属する候補者ではなく、少数派の政党に属する候補者を選出し、その候補者は、ほんの一握りの票しか獲得できなかった。
欠員補充手続きの予測可能性が、時に争いを引き起こした。1875年、退任する民主党のジェームズ・A・ウェストン知事は、2つの空席を州議会が埋めることを避けるため、憲法上の権限を行使して、選挙の当選者に「召喚状」を発行した。2つの地区では、民主党候補者が過半数を獲得したが、議会の過半数には達しなかった。州議会では共和党が僅差で過半数を占めていたため、共和党候補者が当選する可能性が高かった。上院は5対5で同数であったため、2つの議席の配分が支配権を決定することとなった。ウェストンは執行委員会とともに、共和党候補者の「クリスチャン・ネーム」が記載されていないという理由で、2つの地区における共和党上院議員の投票を無効とした。代わりに民主党候補者に召喚状を発行し、民主党候補者が上院議員に選出された。7対5で民主党が多数を占めていたため、共和党による民主党員の資格に対する異議申し立ては却下され、共和党少数派はニューハンプシャー州最高裁判所に助言的意見を求めた。州最高裁判所は「上院の決定は最終的なものである」と結論づけ、上院議員の議席を承認した。
1912年、有権者はすべての選挙における過半数投票要件の撤廃を承認する憲法改正を承認した。しかし、その年の知事選挙では過半数の当選者が選出されず、州上院選挙のうち、4件も同様であった。改正は選挙後ではなく選挙中に適用されると結論づけた後、州議会は欠員補充を進めた。民主党と進歩党の予想外の同盟により、民主党のサミュエル・D・フェルカーが知事に、ヘンリー・F・ホリスが上院議員に、民主党員4人が上院の空席を埋めるために選出され、進歩党員が下院議長に選出された。

### 上院議員名簿

州上院の選挙区における党派別構成図
共和党
民主党

## 構成

### 指導部
| 役職               | 氏名            | 政党       | 選挙区 |
| ------------------ | --------------- | ---------- | ------ |
| 上院議長           | Jeb Bradley     | Republican | 3      |
| 多数派院内総務     | Sharon Carson   | Republican | 14     |
| 上院仮議長         | James Gray      | Republican | 6      |
| 多数派院内幹事     | Regina Birdsell | Republican | 19     |
| 多数派院内総務補佐 | Daniel Innis    | Republican | 7      |
| 少数派院内総務     | Donna Soucy     | Democratic | 18     |
| 少数派院内総務補佐 | Cindy Rosenwald | Democratic | 13     |

### 委員長
| 委員会                   | 委員長               | 副委員長             | 少数党筆頭委員            |
| ------------------------ | -------------------- | -------------------- | ------------------------- |
| 予算                     | Daniel Innis (R)     | James Gray (R)       | Lou D'Allesandro (D)      |
| 商務                     | Bill Gannon (R)      | Denise Ricciardi (R) | Donna Soucy (D)           |
| 教育                     | Ruth Ward (R)        | Carrie Gendreau (R)  | Suzanne Prentiss (D)      |
| 選挙法、市政および区割り | James Gray (R)       | Keith Murphy (R)     | Donna Soucy (D)           |
| エネルギーおよび天然資源 | Kevin Avard (R)      | Howard Pearl (R)     | David Watters (D)         |
| 執行部門および行政       | Howard Pearl (R)     | Sharon Carson (R)    | Rebecca Perkins Kwoka (D) |
| 財務                     | James Gray (R)       | Daniel Innis (R)     | Lou D'Allesandro (D)      |
| 保健社会福祉             | Regina Birdsell (R)  | Kevin Avard (R)      | Becky Whitley (D)         |
| 司法                     | Sharon Carson (R)    | Bill Gannon (R)      | Becky Whitley (D)         |
| 規則および上程中法案     | Kevin Avard (R)      | Sharon Carson (R)    | Cindy Rosenwald (D)       |
| 運輸                     | Denise Ricciardi (R) | David Watters (D)    | N/A                       |
| 歳入・歳出               | Timothy Lang Sr. (R) | Lou D'Allesandro (D) | N/A                       |

### 上院議員名簿[10]
| 選挙区 | 氏名              | 政党 | 居住地      |
| ------ | ----------------- | ---- | ----------- |
| 1      | Carrie Gendreau   | Rep  | Littleton   |
| 2      | Timothy Lang Sr.  | Rep  | Sanbornton  |
| 3      | Jeb Bradley       | Rep  | Wolfeboro   |
| 4      | David Watters     | Dem  | Dover       |
| 5      | Suzanne Prentiss  | Dem  | Lebanon     |
| 6      | James Gray        | Rep  | Rochester   |
| 7      | Daniel Innis      | Rep  | Bradford    |
| 8      | Ruth Ward         | Rep  | Stoddard    |
| 9      | Denise Ricciardi  | Rep  | Bedford     |
| 10     | Donovan Fenton    | Dem  | Keene       |
| 11     | Shannon Chandley  | Dem  | Amherst     |
| 12     | Kevin Avard       | Rep  | Nashua      |
| 13     | Cindy Rosenwald   | Dem  | Nashua      |
| 14     | Sharon Carson     | Rep  | Londonderry |
| 15     | Becky Whitley     | Dem  | Contoocook  |
| 16     | Keith Murphy      | Rep  | Manchester  |
| 17     | Howard Pearl      | Rep  | Loudon      |
| 18     | Donna Soucy       | Dem  | Manchester  |
| 19     | Regina Birdsell   | Rep  | Hampstead   |
| 20     | Lou D'Allesandro  | Dem  | Manchester  |
| 21     | Rebecca Kwoka     | Dem  | Portsmouth  |
| 22     | Daryl Abbas       | Rep  | Salem       |
| 23     | Bill Gannon       | Rep  | Sandown     |
| 24     | Debra Altschiller | Dem  | Stratham    |